# Општина Езериш (Караш-Северин)
Езериш (рум. Ezeriş) општина је у Румунији у округу Караш-Северин.
Oпштина се налази на надморској висини од 238 m.